# Якуб Боні
Якуб Бо́ні де Понто (Jakób Boni de Ponto, також Deponto; нар. ? Італія — пом., 1641, Львів) — львівський будівничий XVII століття.

## Біографія
Італієць за походженням. 1623 року прийняв міське право Львова (громадянство), однак при цьому не зміг представити документи про своє походження, пояснюючи це воєнними діями (йшлось, імовірно, про Тридцятирічну війну). Член львівського цеху будівничих. У 1621—1639 роках значився у списках старійшин цеху.
1639 року в цеховій книзі згадується учень на ім'я Лукаш Сміглович.
Згідно з контрактом від 11 жовтня 1631 року перебудував для родини Бернатовичів кам'яницю, що на нинішній вулиці Федорова, 1 (збереглась, однак зазнала подальших перебудов у XIX ст.). 1631 року будівничий Амвросій Прихильний доручив йому спорудження шпиталю святого Лазаря. Інші документи свідчать, що Боні був задіяний до робіт дещо пізніше. А як винагороду отримав від Прихильного чинш від половини його кам'яниці. Був власником будинку № 24 на вулиці Староєврейській. Заповів його шпиталеві святого Лазаря. Аналізуючи стильові подібності, мистецтвознавець Володимир Вуйцик припускав, що у вірменської церкви Святого Хреста на вулиці Замарстинівській могли бути ті самі будівничі, що й у костелу святого Лазаря.
1640 року будівничий Амвросій Прихильний змінив свій заповіт і передоручив будівництво шпиталю Мартину Годному. Історик Владислав Лозинський трактує це як підтвердження недавньої смерті Боні. 1639 року Боні також востаннє згадується в цеховій книзі. 1647 роком датується згадка про невідомого з імені інженера Боні — автора одного з проектів львівських фортифікацій. Дослідники Ігор Оконченко і Микола Бевз трактують це як згадку про Якуба Боні.